# 扇町 (海老名市)
扇町（おうぎちょう）は、神奈川県海老名市の町名。丁番を持たない単独町名で、住居表示実施済区域。面積は0.16km2。

## 地理
市内中央部北寄り、JR海老名駅の北西側に位置する。一帯は相模平野の平地である。地内はもともと市街化調整区域に指定されていて水田が広がっていたが、海老名駅西口土地区画整理事業の実施に伴い2012年に市街化区域に編入され、大型商業施設を中核とする再開発区域となった。
西で上郷、北東で泉、南東でめぐみ町とそれぞれ接するほか、東端で国分北ともわずかに接する（いずれも海老名市）。

## 歴史
前述のとおり海老名駅西口の再開発が行われることとなったため、従来の大字上郷の一部で住居表示が実施され、2015年6月に新たな町として成立した。海老名市内に新しい地名が誕生するのは、1991年の中央以来24年ぶりとなる。

### 地名の由来
町名は、当地の小字名である扇田の名称を残すことや、地域全体の形状が扇形になっていることなどから決められた。

### 沿革
- 2015年（平成27年）
  - 6月15日 - 大字上郷の一部で住居表示が実施、扇町成立。
  - 10月10日 - 海老名駅西口地区まち開き記念式典を開催[8]。
  - 10月29日 - ららぽーと海老名開業。

### 町名の変遷
| 実施後 | 実施年月日    | 実施前         |
| ------ | ------------- | -------------- |
| 扇町   | 2015年6月15日 | 大字上郷字扇田 |

## 世帯数と人口
2023年（令和5年）1月1日現在（海老名市発表）の世帯数と人口は以下の通りである。
| 町丁 | 世帯数  | 人口    |
| ---- | ------- | ------- |
| 扇町 | 859世帯 | 2,048人 |

### 人口の変遷
国勢調査による人口の推移。
| 年                 | 人口  |
| ------------------ | ----- |
| 2015年（平成27年） | 100   |
| 2020年（令和2年）  | 1,803 |

### 世帯数の変遷
国勢調査による世帯数の推移。
| 年                 | 世帯数 |
| ------------------ | ------ |
| 2015年（平成27年） | 60     |
| 2020年（令和2年）  | 799    |

## 学区
市立小・中学校に通う場合、学区は以下の通りとなる（2022年12月時点）。
| 番地 | 小学校               | 中学校               |
| ---- | -------------------- | -------------------- |
| 全域 | 海老名市立今泉小学校 | 海老名市立今泉中学校 |

## 事業所
2021年（令和3年）現在の経済センサス調査による事業所数と従業員数は以下の通りである。
| 町丁 | 事業所数  | 従業員数 |
| ---- | --------- | -------- |
| 扇町 | 294事業所 | 3,762人  |

### 事業者数の変遷
経済センサスによる事業所数の推移。
| 年                 | 事業者数 |
| ------------------ | -------- |
| 2016年（平成28年） | 254      |
| 2021年（令和3年）  | 294      |

### 従業員数の変遷
経済センサスによる従業員数の推移。
| 年                 | 従業員数 |
| ------------------ | -------- |
| 2016年（平成28年） | 3,347    |
| 2021年（令和3年）  | 3,762    |

## 交通

### 鉄道
- JR相模線 - 海老名駅

### バス
- 神奈川中央交通
  - 海01・海09系統：海老名駅西口行・愛川バスセンター（愛川町役場）行（内陸工業団地経由または桜台経由）

起点となる海老名駅西口バス停は2015年10月27日に従来の小田急・相鉄海老名駅西口からJR海老名駅西口に移設された[14]。

## 施設
- JR相模線海老名駅
- ららぽーと海老名
- 海老名駅西口郵便局
- 横浜銀行海老名駅前支店
- RICOH Future House
- ホテルルートイン海老名駅前
- えびなの風保育園
- ローソン海老名駅西口店
- 扇町第一公園[15]

## ギャラリー

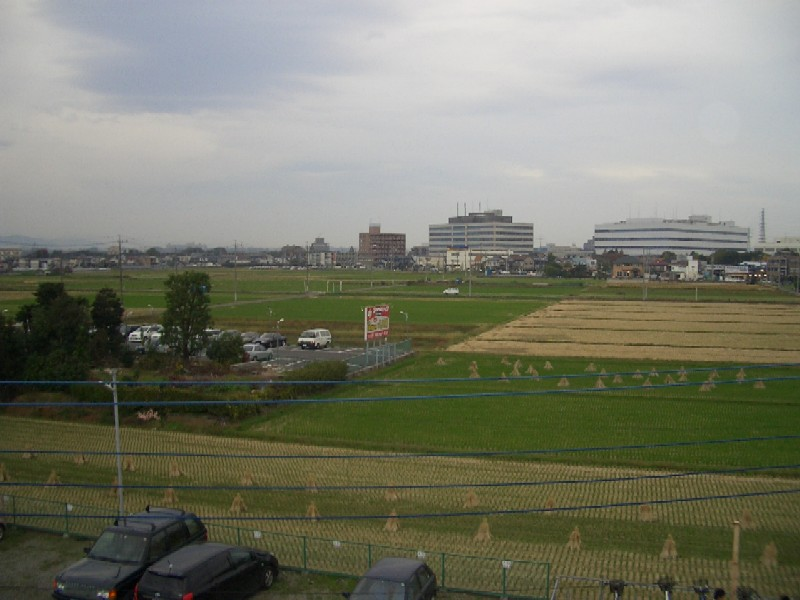
再開発以前の地内の光景（2004年11月、当時は大字上郷）
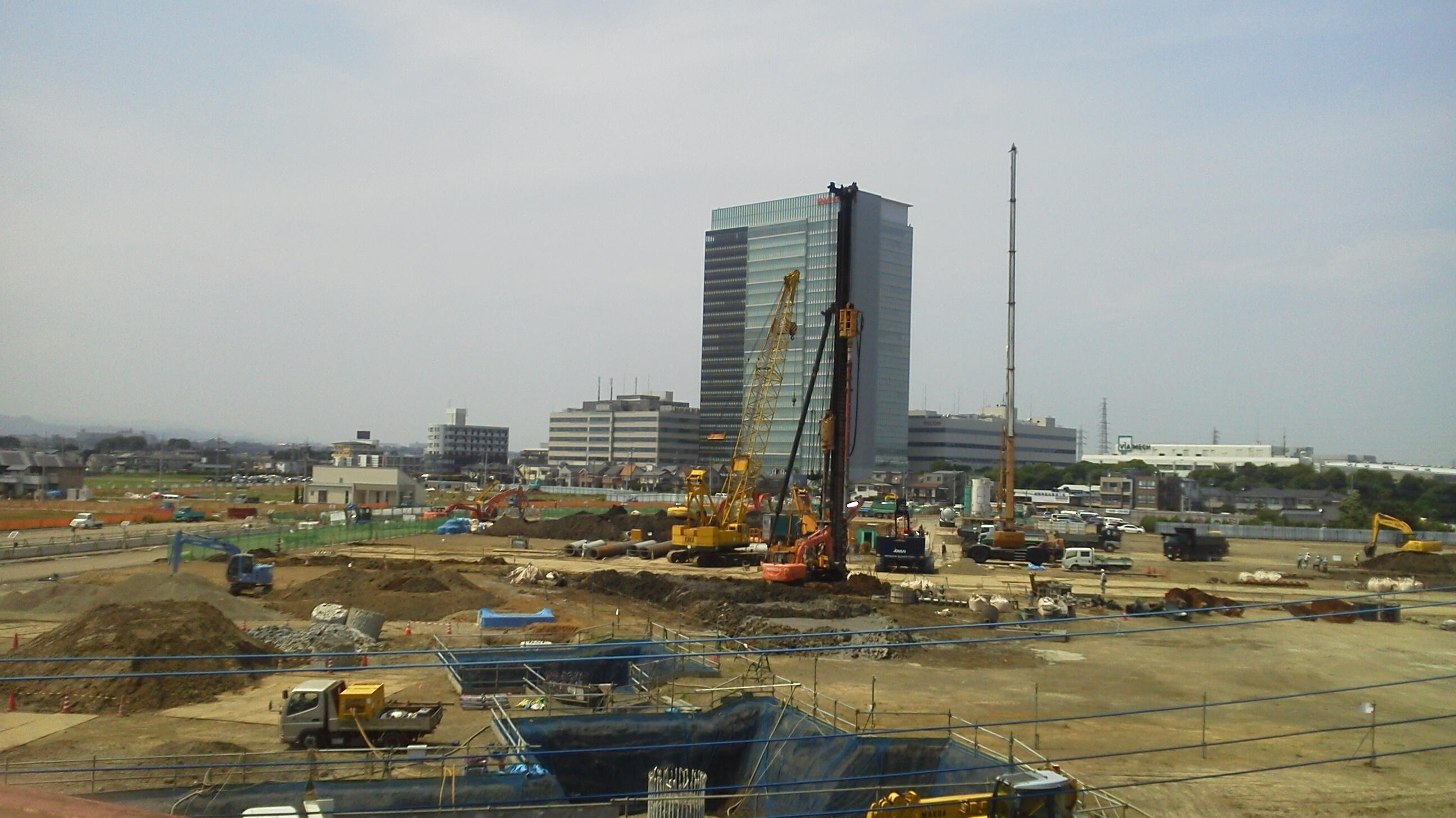
再開発工事中の地内の光景（2014年6月、当時は大字上郷）
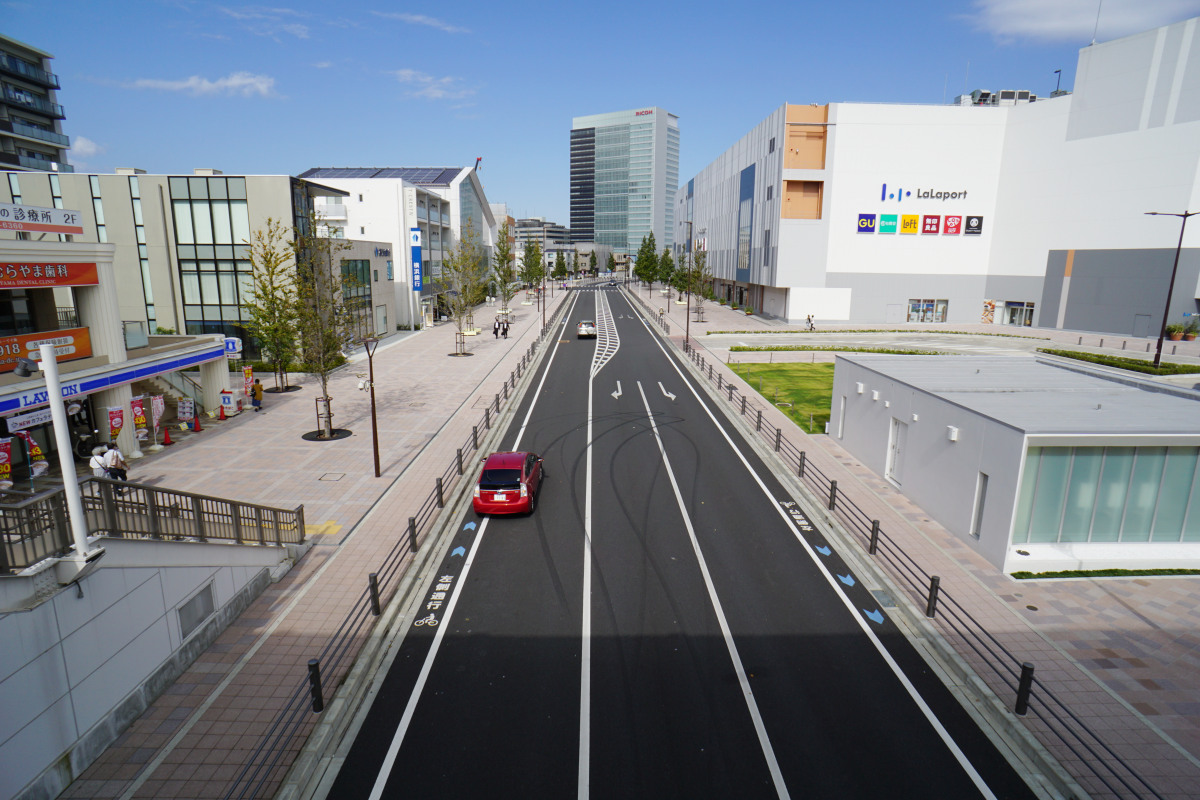
再開発工事後の地内の光景（2016年10月）
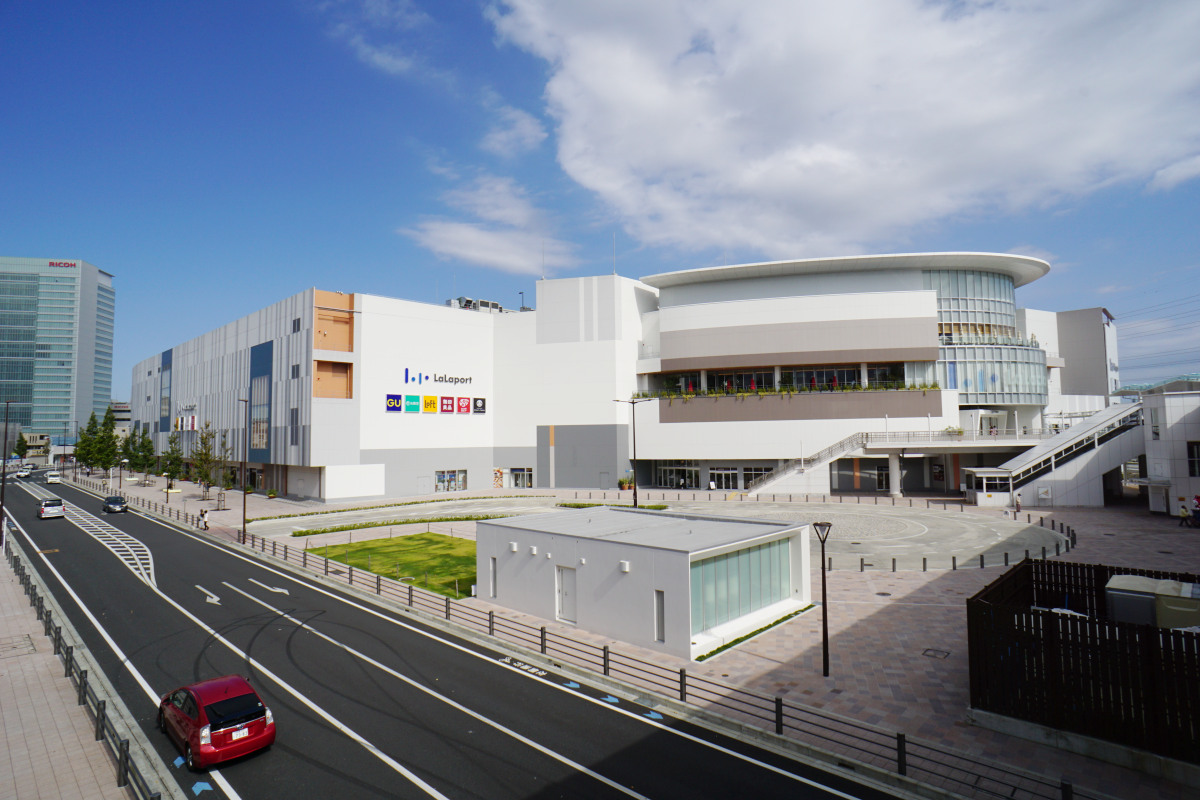
ららぽーと海老名

## その他

### 日本郵便
- 郵便番号 : 243-0436[3]（集配局 : 綾瀬郵便局[16]）。